# Universidad Adolfo Ibáñez
L'Universidad Adolfo Ibáñez (UAI) è un'università privata cilena con sede amministrativa situata a Santiago del Cile e campus a Viña del Mar. L'UAI è stata fondata nel 1988.
È intitolata all'imprenditore Adolfo Ibáñez Boggiano (1880–1949).